# Irideae
Irideae je biljni tribus trajnica iz porodice perunikoivki, dio potporodice Iridoideae.
Ime tribusa dolazi po rodu Iris, a raširen je po Euroaziji, Africi i Sjevernoj Americi.

## Rodovi
Tribus Irideae Kitt.
1. Subtribus Iridineae
  1. Dietes Salisb. (6 spp.), dietes
  2. Iris L. (317 spp.), perunika.
2. Subtribus Ferrariineae
  1. Ferraria Burm. ex Mill. (18 spp.), ferarija
  2. Bobartia L. (17 spp.)
  3. Moraea Mill. (232 spp.), moreja